# Llista d'espècies de licòsids (A)
Llista de les espècies de licòsids per ordre alfabètic, que comencen per la lletra A, descrites fins al 21 de desembre de 2006.
- Per a les llistes d'espècies amb les altres lletres de l'alfabet, aneu a l'article principal, Llista d'espècies de licòsids.
- Per a la llista completa de tots els gèneres vegeu l'article Llista de gèneres de licòsids.

## Gèneres i espècies

### Acantholycosa
Acantholycosa Dahl, 1908
- Acantholycosa aborigenica Zyuzin & Marusik, 1988 (Rússia, Mongòlia)
- Acantholycosa altaiensis Marusik, Azarkina & Koponen, 2004 (Rússia)
- Acantholycosa azheganovae (Lobanova, 1978) (Rússia)
- Acantholycosa azyuzini Marusik, Hippa & Koponen, 1996 (Rússia)
- Acantholycosa baltoroi (Caporiacco, 1935) (Kashmir, Nepal, Xina)
- Acantholycosa dudkoromani Marusik, Azarkina & Koponen, 2004 (Rússia)
- Acantholycosa dudkorum Marusik, Azarkina & Koponen, 2004 (Rússia)
- Acantholycosa katunensis Marusik, Azarkina & Koponen, 2004 (Rússia)
- Acantholycosa khakassica Marusik, Azarkina & Koponen, 2004 (Rússia)
- Acantholycosa kurchumensis Marusik, Azarkina & Koponen, 2004 (Kazakhstan)
- Acantholycosa levinae Marusik, Azarkina & Koponen, 2004 (Rússia)
- Acantholycosa lignaria (Clerck, 1757) (Paleàrtic)
- Acantholycosa logunovi Marusik, Azarkina & Koponen, 2004 (Rússia)
- Acantholycosa mordkovitchi Marusik, Azarkina & Koponen, 2004 (Rússia)
- Acantholycosa norvegica (Thorell, 1872) (Paleàrtic)
  - Acantholycosa norvegica sudetica (L. Koch, 1875) (Europa)
- Acantholycosa oligerae Marusik, Azarkina & Koponen, 2004 (Rússia)
- Acantholycosa paraplumalis Marusik, Azarkina & Koponen, 2004 (Rússia)
- Acantholycosa pedestris (Simon, 1876) (Europa)
- Acantholycosa petrophila Marusik, Azarkina & Koponen, 2004 (Rússia)
- Acantholycosa plumalis Marusik, Azarkina & Koponen, 2004 (Rússia)
- Acantholycosa sayanensis Marusik, Azarkina & Koponen, 2004 (Rússia)
- Acantholycosa solituda (Levi & Levi, 1951) (EUA, Canadà)
- Acantholycosa spinembolus Marusik, Azarkina & Koponen, 2004 (Rússia)
- Acantholycosa sterneri (Marusik, 1993) (Rússia, Mongòlia)
- Acantholycosa sundukovi Marusik, Azarkina & Koponen, 2004 (Rússia)
- Acantholycosa zinchenkoi Marusik, Azarkina & Koponen, 2004 (Rússia, Kazakhstan)

### Adelocosa
Adelocosa Gertsch, 1973
- Adelocosa anops Gertsch, 1973 (Hawaii)

### Agalenocosa
Agalenocosa Mello-Leitão, 1944
- Agalenocosa bryantae (Roewer, 1951) (Hispaniola)
- Agalenocosa chacoensis (Mello-Leitão, 1942) (Argentina)
- Agalenocosa denisi (Caporiacco, 1947) (Guyana)
- Agalenocosa fallax (L. Koch, 1877) (Queensland)
- Agalenocosa fimbriata Mello-Leitão, 1944 (Argentina)
- Agalenocosa gentilis Mello-Leitão, 1944 (Argentina)
- Agalenocosa helvola (C. L. Koch, 1847) (Mèxic, Colòmbia)
- Agalenocosa kolbei (Dahl, 1908) (Illes Bismarck)
- Agalenocosa luteonigra (Mello-Leitão, 1945) (Argentina)
- Agalenocosa melanotaenia (Mello-Leitão, 1941) (Argentina)
- Agalenocosa pickeli (Mello-Leitão, 1937) (Brasil)
- Agalenocosa punctata Mello-Leitão, 1944 (Argentina)
- Agalenocosa singularis Mello-Leitão, 1944 (Argentina)
- Agalenocosa subinermis (Simon, 1897) (Índia)
- Agalenocosa yaucensis (Petrunkevitch, 1929) (Puerto Rico)

### Aglaoctenus
Aglaoctenus Tullgren, 1905
- Aglaoctenus castaneus (Mello-Leitão, 1942) (Brasil, Ecuador, Perú, Argentina)
- Aglaoctenus lagotis (Holmberg, 1876) (Colòmbia fins a Argentina)
- Aglaoctenus oblongus (C. L. Koch, 1847) (Brasil, Uruguai, Argentina)

### Algidus
Algidus Simon, 1898
- Algidus marmoratus Simon, 1898 (Veneçuela)

### Allocosa
Allocosa Banks, 1900
- Allocosa abmingani (Hickman, 1944) (Sud d'Austràlia)
- Allocosa absoluta (Gertsch, 1934) (EUA, Mèxic)
- Allocosa adolphifriederici (Strand, 1913) (Àfrica Central i Oriental, Zanzíbar)
- Allocosa albiconspersa Roewer, 1959 (Ruanda)
- Allocosa albonotata (Schmidt, 1895) (Rússia)
- Allocosa algoensis (Pocock, 1900) (Sud-àfrica)
- Allocosa alticeps (Mello-Leitão, 1944) (Argentina)
- Allocosa apora (Gertsch, 1934) (EUA fins a Costa Rica)
- Allocosa aurata (Purcell, 1903) (Sud-àfrica)
- Allocosa aurichelis Roewer, 1959 (Sud-àfrica)
- Allocosa baulnyi (Simon, 1876) (Àfrica del Nord)
- Allocosa bersabae Roewer, 1959 (Namíbia)
- Allocosa biserialis Roewer, 1959 (Congo)
- Allocosa brasiliensis (Petrunkevitch, 1910) (Brasil, Uruguai, Argentina, Xile)
- Allocosa caboverdensis Schmidt & Krause, 1995 (Illes Cap Verd)
- Allocosa calamarica (Strand, 1914) (Colòmbia)
- Allocosa cambridgei (Simon, 1876) (Turquia, Síria)
- Allocosa chamberlini (Gertsch, 1934) (EUA)
- Allocosa clariventris (Guy, 1966) (Marroc)
- Allocosa comotti (Thorell, 1887) (Myanmar)
- Allocosa danneili (Dahl, 1908) (Illes Bismarck)
- Allocosa delagoa Roewer, 1959 (Mozambique)
- Allocosa delesserti (Caporiacco, 1941) (Etiòpia)
- Allocosa deserticola (Simon, 1898) (Egipte)
- Allocosa dingosaeformis (Guy, 1966) (Marroc)
- Allocosa dubia (Walckenaer, 1837) (Brasil)
- Allocosa dufouri (Simon, 1876) (Portugal, Espanya)
- Allocosa edeala Roewer, 1959 (Camerun)
- Allocosa efficiens Roewer, 1959 (Congo, Rwanda)
- Allocosa excusor (L. Koch, 1867) (Queensland)
- Allocosa exserta Roewer, 1959 (Botswana, Sud-àfrica)
- Allocosa faberrima (Simon, 1910) (Namíbia)
- Allocosa fasciiventris (Dufour, 1835) (Espanya)
- Allocosa finkei (Hickman, 1944) (Sud d'Austràlia)
- Allocosa flavisternis (L. Koch, 1877) (Queensland, Nova Gal·les del Sud)
- Allocosa floridiana (Chamberlin, 1908) (EUA)
- Allocosa funerea (Hentz, 1844) (EUA)
- Allocosa furtiva (Gertsch, 1934) (EUA)
- Allocosa gabesia Roewer, 1959 (Tunísia)
- Allocosa georgicola (Walckenaer, 1837) (EUA)
- Allocosa glochidea Roewer, 1959 (Namíbia)
- Allocosa gorontalensis (Merian, 1911) (Sulawesi)
- Allocosa gracilitarsis (Purcell, 1903) (Sud-àfrica)
- Allocosa guianensis (Caporiacco, 1947) (Guyana)
- Allocosa halei (Hickman, 1944) (Territori del Nord)
- Allocosa handschini (Schenkel, 1937) (Marroc)
- Allocosa hasselti (L. Koch, 1877) (Queensland, Sud d'Austràlia)
- Allocosa hirsuta (B?senberg & Lenz, 1895) (Àfrica Central i Oriental)
- Allocosa hostilis (L. Koch, 1877) (Fiji)
- Allocosa hugonis (Strand, 1911) (Illes Aru)
- Allocosa illegalis (Strand, 1906) (Etiòpia)
- Allocosa ituriana (Strand, 1913) (Central Àfrica)
- Allocosa iturianella Roewer, 1959 (Kenya, Uganda)
- Allocosa kalaharensis (Simon, 1910) (Namíbia, Sud-àfrica)
- Allocosa karissimbica (Strand, 1913) (Àfrica Central i Oriental)
- Allocosa kazibana Roewer, 1959 (Congo, Rwanda, Tanzània)
- Allocosa kulagini (Spassky, 1941) (Tajikistan)
- Allocosa laetella (Strand, 1907) (Moluques)
- Allocosa lawrencei (Roewer, 1951) (Sud-àfrica)
- Allocosa leucotricha Roewer, 1959 (Congo)
- Allocosa lombokensis (Strand, 1913) (Lombok)
- Allocosa mafensis (Lawrence, 1927) (Namíbia)
- Allocosa mahengea Roewer, 1959 (Tanzània)
- Allocosa manmaka Roewer, 1960 (Afganistan)
- Allocosa maroccana Roewer, 1959 (Marroc)
- Allocosa marshalli (Pocock, 1901) (Sud-àfrica)
- Allocosa martinicensis (Strand, 1910) (Martinique)
- Allocosa marua Roewer, 1959 (Camerun)
- Allocosa mascatensis (Simon, 1898) (Oman)
- Allocosa mexicana (Banks, 1898) (Mèxic)
- Allocosa millica (Strand, 1906) (EUA)
- Allocosa mirabilis (Strand, 1906) (Etiòpia)
- Allocosa mogadorensis (Simon, 1909) (Marroc)
- Allocosa mokiensis Gertsch, 1934 (EUA)
- Allocosa molicola (Strand, 1906) (Etiòpia)
- Allocosa montana Roewer, 1959 (Tanzània)
- Allocosa morelosiana (Gertsch & Davis, 1940) (EUA, Mèxic)
- Allocosa mossambica Roewer, 1959 (Mozambique)
- Allocosa mossamedesa Roewer, 1959 (Angola)
- Allocosa mulaiki (Gertsch, 1934) (EUA)
- Allocosa munieri (Simon, 1876) (Àfrica del Nord)
- Allocosa mutilata Mello-Leitão, 1937 (Brasil)
- Allocosa nanahuensis (Badcock, 1932) (Paraguai)
- Allocosa nebulosa Roewer, 1959 (Congo)
- Allocosa nigella (Caporiacco, 1940) (Etiòpia)
- Allocosa nigripes (Guy, 1966) (Marroc)
- Allocosa nigriventris (Guy, 1966) (Marroc)
- Allocosa nigrofulva (Caporiacco, 1955) (Veneçuela)
- Allocosa noctuabunda (Montgomery, 1904) (EUA, Mèxic)
- Allocosa obscuroides (Strand, 1906) (Java, Austràlia)
- Allocosa obturata (Lawrence, 1928) (Namíbia)
- Allocosa oculata (Simon, 1876) (Mediterrani Occidental)
- Allocosa olivieri (Simon, 1876) (Síria, Israel)
- Allocosa orinus (Chamberlin, 1916) (Perú)
- Allocosa otavia Roewer, 1959 (Namíbia)
- Allocosa palabunda (L. Koch, 1877) (Austràlia, Nova Caledònia)
- Allocosa pallideflava (Lawrence, 1936) (Namíbia)
- Allocosa panamena Chamberlin, 1925 (Mèxic fins a Ecuador)
- Allocosa panousei (Guy, 1966) (Marroc)
- Allocosa Paraguaiensis (Roewer, 1951) (Paraguai)
- Allocosa pardala (Strand, 1909) (Brasil)
- Allocosa parva (Banks, 1894) (EUA fins a Costa Rica)
- Allocosa parvivulva (Lawrence, 1927) (Namíbia)
- Allocosa pellita Roewer, 1960 (Afganistan)
- Allocosa perfecta Roewer, 1959 (Namíbia)
- Allocosa pistia (Strand, 1913) (Àfrica Central i Oriental)
- Allocosa plumipes Roewer, 1959 (Tanzània)
- Allocosa pugnatrix (Keyserling, 1877) (Amèrica Central, Índies Occidentals)
- Allocosa pulchella Roewer, 1959 (Namíbia)
- Allocosa pylora Chamberlin, 1925 (EUA)
- Allocosa quadrativulva (Caporiacco, 1955) (Veneçuela)
- Allocosa retenta (Gertsch & Wallace, 1935) (EUA)
- Allocosa ruwenzorensis (Strand, 1913) (Àfrica Oriental)
- Allocosa samoana (Roewer, 1951) (Samoa)
- Allocosa sangtoda Roewer, 1960 (Afganistan)
- Allocosa schoenlandi (Pocock, 1900) (Sud-àfrica)
- Allocosa schubotzi (Strand, 1913) (Rwanda)
- Allocosa sefrana (Schenkel, 1937) (Algèria)
- Allocosa sennaris Roewer, 1959 (Egipte)
- Allocosa sjostedti (Lessert, 1926) (Àfrica Oriental, Rwanda)
- Allocosa soluta (Tullgren, 1905) (Bolívia)
- Allocosa sublata (Montgomery, 1902) (EUA)
- Allocosa suboculata (Guy, 1966) (Àfrica del Nord)
- Allocosa subparva Dondale & Redner, 1983 (EUA, Mèxic)
- Allocosa tagax (Thorell, 1897) (Myanmar)
- Allocosa tangana Roewer, 1959 (Tanzània)
- Allocosa tarentulina (Audouin, 1826) (Àfrica del Nord)
- Allocosa tenebrosa (Thorell, 1897) (Myanmar)
- Allocosa testacea Roewer, 1959 (Sud-àfrica)
- Allocosa thieli (Dahl, 1908) (Illes Bismarck)
- Allocosa tremens (O. P.-Cambridge, 1876) (Àfrica del Nord)
- Allocosa tuberculipalpa (Caporiacco, 1940) (Àfrica Central i Oriental)
- Allocosa umtalica (Purcell, 1903) (Est, Àfrica Meridional)
- Allocosa utahana Dondale & Redner, 1983 (EUA)
- Allocosa venezuelica (Caporiacco, 1955) (Veneçuela)
- Allocosa veracruzana (Gertsch & Davis, 1940) (Mèxic)
- Allocosa wittei Roewer, 1959 (Congo)
- Allocosa woodwardi (Simon, 1909) (Oest d'Austràlia)
- Allocosa zualella (Strand, 1907) (Nova Gal·les del Sud)

### Allotrochosina
Allotrochosina Roewer, 1960
- Allotrochosina karri Vink, 2001 (Oest d'Austràlia)
- Allotrochosina schauinslandi (Simon, 1899) (Nova Zelanda, Illes Chatham)

### Alopecosa
Alopecosa Simon, 1885
- Alopecosa accentuata (Latreille, 1817) (Paleàrtic)
- Alopecosa aculeata (Clerck, 1757) (Holàrtic)
- Alopecosa akkolka Marusik, 1995 (Kazakhstan, Xina)
- Alopecosa albofasciata (Brull?, 1832) (Mediterrani fins a l'Àsia central)
  - Alopecosa albofasciata rufa (Franganillo, 1918) (Espanya)
- Alopecosa albostriata (Grube, 1861) (Rússia, Kazakhstan, Xina, Corea)
- Alopecosa albovittata (Schmidt, 1895) (Rússia)
- Alopecosa alpicola (Simon, 1876) (Paleàrtic)
  - Alopecosa alpicola soriculata (Simon, 1876) (França, Itàlia)
  - Alopecosa alpicola vidua (Simon, 1937) (França)
- Alopecosa andesiana (Berland, 1913) (Ecuador)
- Alopecosa artenarensis Wunderlich, 1992 (Illes Canàries)
- Alopecosa atis Caporiacco, 1949 (Àfrica del Nord)
- Alopecosa auripilosa (Schenkel, 1953) (Rússia, Xina, Corea)
- Alopecosa aurita Chen, Song & Kim, 2001 (Xina)
- Alopecosa azsheganovae Esyunin, 1996 (Rússia)
- Alopecosa balinensis (Giltay, 1935) (Bali)
- Alopecosa barbipes (Sundevall, 1833) (Paleàrtic)
  - Alopecosa barbipes oreophila (Simon, 1937) (França)
- Alopecosa beckeri (Thorell, 1875) (Rússia, Ucraïna)
- Alopecosa camerunensis Roewer, 1960 (Camerun)
- Alopecosa canaricola Schmidt, 1982 (Illes Canàries)
- Alopecosa cedroensis Wunderlich, 1992 (Illes Canàries)
- Alopecosa chagyabensis Hu & Li, 1987 (Xina)
- Alopecosa charitonovi Mcheidze, 1997 (Geòrgia)
- Alopecosa cinnameopilosa (Schenkel, 1963) (Rússia, Xina, Corea, Japó)
- Alopecosa cronebergi (Thorell, 1875) (Hongria, Rússia, Ucraïna)
- Alopecosa cuneata (Clerck, 1757) (Paleàrtic)
- Alopecosa cursor (Hahn, 1831) (Paleàrtic)
  - Alopecosa cursor cursorioides Charitonov, 1969 (Rússia, Àsia central)
- Alopecosa curtohirta Tang, Urita & Song, 1993 (Xina)
- Alopecosa disca Tang i cols., 1997 (Xina)
- Alopecosa dryada Cordes, 1996 (Grècia)
- Alopecosa edax (Thorell, 1875) (Poland, Xina)
- Alopecosa ermolaevi Savelyeva, 1972 (Kazakhstan)
- Alopecosa etrusca Lugetti & Tongiorgi, 1969 (Itàlia, Turquia)
- Alopecosa exasperans (O. P.-Cambridge, 1877) (Canadà, Groenlàndia)
- Alopecosa fabrilis (Clerck, 1757) (Paleàrtic)
  - Alopecosa fabrilis trinacriae Lugetti & Tongiorgi, 1969 (Sicília)
- Alopecosa fedotovi (Charitonov, 1946) (Àsia central)
- Alopecosa fuerteventurensis Wunderlich, 1992 (Illes Canàries)
- Alopecosa fulvastra Caporiacco, 1955 (Veneçuela)
- Alopecosa galilaei (Caporiacco, 1923) (Itàlia)
- Alopecosa gomerae (Strand, 1911) (Illes Canàries)
- Alopecosa gracilis (B?senberg, 1895) (Illes Canàries)
- Alopecosa grancanariensis Wunderlich, 1992 (Illes Canàries)
- Alopecosa hamata (Schenkel, 1963) (Xina)
- Alopecosa hermiguensis Wunderlich, 1992 (Illes Canàries)
- Alopecosa himalayaensis Hu, 2001 (Xina)
- Alopecosa hingganica Tang, Urita & Song, 1993 (Mongòlia, Xina)
- Alopecosa hirta (Kulczyn'ski, 1908) (Rússia)
- Alopecosa hirtipes (Kulczyn'ski, 1907) (Canadà, Alaska, Rússia)
- Alopecosa hoevelsi Schmidt & Barensteiner, 2000 (Xina)
- Alopecosa hokkaidensis Tanaka, 1985 (Rússia, Xina, Japó)
- Alopecosa huabanna Chen, Song & Gao, 2000 (Xina)
- Alopecosa hui Chen, Song & Kim, 2001 (Xina)
- Alopecosa humilis Mello-Leitão, 1944 (Argentina)
- Alopecosa inimica (O. P.-Cambridge, 1885) (Tajikistan)
- Alopecosa inquilina (Clerck, 1757) (Paleàrtic)
- Alopecosa irinae Lobanova, 1978 (Rússia)
- Alopecosa kalahariana Roewer, 1960 (Botswana)
- Alopecosa kalavrita Buchar, 2001 (Grècia)
- Alopecosa kaplanovi Oliger, 1983 (Rússia)
- Alopecosa kasakhstanica Savelyeva, 1972 (Kazakhstan)
- Alopecosa kochi (Keyserling, 1877) (Amèrica del Nord)
- Alopecosa kratochvili (Schenkel, 1963) (Xina)
- Alopecosa kronebergi Andreeva, 1976 (Àsia central)
- Alopecosa kulczynski Sternbergs, 1979 (Rússia)
- Alopecosa kulczynskii (B?senberg, 1895) (Illes Canàries)
- Alopecosa kungurica Esyunin, 1996 (Rússia)
- Alopecosa kuntzi Denis, 1953 (Sicília, Iemen)
- Alopecosa laciniosa (Simon, 1876) (França)
- Alopecosa lallemandi (Berland, 1913) (Ecuador)
- Alopecosa latifasciata (Kroneberg, 1875) (Àsia central)
- Alopecosa leonhardii (Strand, 1913) (Central Austràlia)
- Alopecosa lessertiana Brignoli, 1983 (Xina)
- Alopecosa licenti (Schenkel, 1953) (Rússia, Mongòlia, Xina, Corea)
- Alopecosa lindbergi Roewer, 1960 (Afganistan)
- Alopecosa linzhan Chen & Song, 2003 (Xina)
- Alopecosa litvinovi Izmailova, 1989 (Rússia)
- Alopecosa longicymbia Savelyeva, 1972 (Kazakhstan)
- Alopecosa madigani (Hickman, 1944) (Territori del Nord)
- Alopecosa mariae (Dahl, 1908) (Paleàrtic)
  - Alopecosa mariae orientalis (Kolosv?ry, 1934) (Hongria)
- Alopecosa moesta (Holmberg, 1876) (Argentina)
- Alopecosa mojonia (Mello-Leitão, 1941) (Argentina)
- Alopecosa moriutii Tanaka, 1985 (Rússia, Corea, Japó)
- Alopecosa mutabilis (Kulczyn'ski, 1908) (Rússia, Alaska)
- Alopecosa nagpag Chen, Song & Kim, 2001 (Xina)
- Alopecosa nemurensis (Strand, 1907) (Japó)
- Alopecosa nenjukovi (Spassky, 1952) (Tajikistan)
- Alopecosa nigricans (Simon, 1886) (Argentina, Illes Falkland)
- Alopecosa nitidus Hu, 2001 (Xina)
- Alopecosa notabilis (Schmidt, 1895) (Kazakhstan)
- Alopecosa nybelini Roewer, 1960 (Afganistan)
- Alopecosa oahuensis (Keyserling, 1890) (Hawaii)
- Alopecosa obscura Schmidt, 1980 (Illes Canàries)
- Alopecosa obsoleta (C. L. Koch, 1847) (Turkmenistan)
- Alopecosa orbisaca Peng i cols., 1997 (Xina)
- Alopecosa orotavensis (Strand, 1916) (Illes Canàries)
- Alopecosa osa Marusik, Hippa & Koponen, 1996 (Rússia)
- Alopecosa osellai Lugetti & Tongiorgi, 1969 (Espanya)
- Alopecosa ovalis Chen, Song & Gao, 2000 (Xina)
- Alopecosa palmae Schmidt, 1982 (Illes Canàries)
- Alopecosa pentheri (Nosek, 1905) (Bulgària, Grècia fins a Azerbaijan)
- Alopecosa pictilis (Emerton, 1885) (Holàrtic)
- Alopecosa pinetorum (Thorell, 1856) (Paleàrtic)
- Alopecosa psammophila Buchar, 2001 (Txèquia, Eslovàquia, Hongria)
- Alopecosa pseudocuneata (Schenkel, 1953) (Xina)
- Alopecosa pulverulenta (Clerck, 1757) (Paleàrtic)
  - Alopecosa pulverulenta tridentina (Thorell, 1875) (Àustria)
- Alopecosa raddei (Simon, 1889) (Àsia central)
- Alopecosa rapa (Karsch, 1881) (Gilbert)
- Alopecosa reimoseri (Kolosv?ry, 1934) (Hongria)
- Alopecosa restricta Mello-Leitão, 1940 (Argentina)
- Alopecosa roeweri (Rosca, 1937) (Ucraïna)
- Alopecosa rosea Mello-Leitão, 1945 (Argentina)
- Alopecosa saurica Marusik, 1995 (Kazakhstan)
- Alopecosa schmidti (Hahn, 1835) (Paleàrtic)
- Alopecosa sibirica (Kulczyn'ski, 1908) (Rússia, Mongòlia, Xina)
- Alopecosa simoni (Thorell, 1872) (Mediterrani)
- Alopecosa sokhondoensis Logunov & Marusik, 1995 (Rússia)
- Alopecosa solitaria (Herman, 1879) (Europa, Rússia)
- Alopecosa solivaga (Kulczyn'ski, 1901) (Rússia, Mongòlia, Xina)
  - Alopecosa solivaga annulata (Kulczyn'ski, 1916) (Rússia)
  - Alopecosa solivaga borea (Kulczyn'ski, 1908) (Rússia)
  - Alopecosa solivaga katunjica (Ermolajev, 1937) (Rússia)
  - Alopecosa solivaga lineata (Kulczyn'ski, 1916) (Rússia)
- Alopecosa spinata Yu & Song, 1988 (Xina)
- Alopecosa strandi (Rosca, 1936) (Romania, Ucraïna)
- Alopecosa striatipes (C. L. Koch, 1839) (Europa fins a l'Àsia central)
- Alopecosa sublimbata Roewer, 1960 (Bioko)
- Alopecosa subrufa (Schenkel, 1963) (Rússia, Mongòlia, Xina)
- Alopecosa subsolitaria Savelyeva, 1972 (Rússia)
- Alopecosa subvalida Guy, 1966 (Marroc)
- Alopecosa sulzeri (Pavesi, 1873) (Paleàrtic)
- Alopecosa taeniata (C. L. Koch, 1835) (Paleàrtic)
- Alopecosa taeniopus (Kulczyn'ski, 1895) (Bulgària fins a la Xina)
- Alopecosa trabalis (Clerck, 1757) (Europa fins a l'Àsia central)
  - Alopecosa trabalis albica (Franganillo, 1913) (Espanya)
- Alopecosa tunetana Roewer, 1960 (Tunísia)
- Alopecosa turanica Savelyeva, 1972 (Kazakhstan)
- Alopecosa uiensis Esyunin, 1996 (Rússia)
- Alopecosa unguiculata Mello-Leitão, 1944 (Argentina)
- Alopecosa upembania Roewer, 1960 (Congo)
- Alopecosa valida (Lucas, 1846) (Marroc, Algèria)
- Alopecosa virgata (Kishida, 1909) (Rússia, Corea, Japó)
- Alopecosa volubilis Yoo, Kim & Tanaka, 2004 (Corea, Japó)
- Alopecosa wenxianensis Tang i cols., 1997 (Xina)
- Alopecosa xilinensis Peng i cols., 1997 (Xina)
- Alopecosa xiningensis Hu, 2001 (Xina)
- Alopecosa xinjiangensis Hu & Wu, 1989 (Xina)
- Alopecosa yamalensis Esyunin, 1996 (Rússia)
- Alopecosa zyuzini Logunov & Marusik, 1995 (Rússia, Mongòlia)

### Alopecosella
Alopecosella Roewer, 1960
- Alopecosella pelusiaca (Audouin, 1826) (Àfrica del Nord)
- Alopecosella perspicax (L. Koch, 1882) (Illes Balears)

### Amblyothele
Amblyothele Simon, 1910
- Amblyothele albocincta Simon, 1910 (Botswana)
- Amblyothele jaundea Roewer, 1960 (Camerun)
- Amblyothele togona Roewer, 1960 (Togo)

### Anomalomma
Anomalomma Simon, 1890
- Anomalomma harishi Dyal, 1935 (Pakistan)
- Anomalomma lycosinum Simon, 1890 (Java)
- Anomalomma Rodesianum Roewer, 1960 (Zimbabwe)

### Anomalosa
Anomalosa Roewer, 1960
- Anomalosa kochi (Simon, 1898) (Queensland)
- Anomalosa oz Framenau, 2006 (Sud d'Austràlia, Nova Gal·les del Sud, Victòria)

### Anoteropsis
Anoteropsis L. Koch, 1878
- Anoteropsis adumbrata (Urquhart, 1887) (Nova Zelanda, Stewart)
- Anoteropsis aerescens (Goyen, 1887) (Nova Zelanda)
- Anoteropsis alpina Vink, 2002 (Nova Zelanda)
- Anoteropsis arenivaga (Dalmas, 1917) (Nova Zelanda)
- Anoteropsis blesti Vink, 2002 (Nova Zelanda)
- Anoteropsis canescens (Goyen, 1887) (Nova Zelanda)
- Anoteropsis cantuaria Vink, 2002 (Nova Zelanda)
- Anoteropsis flavescens L. Koch, 1878 (Nova Zelanda)
- Anoteropsis flavovittata Simon, 1880 (Nova Caledònia)
- Anoteropsis forsteri Vink, 2002 (Nova Zelanda, Stewart)
- Anoteropsis hallae Vink, 2002 (Nova Zelanda)
- Anoteropsis hilaris (L. Koch, 1877) (Nova Zelanda, Stewart, Illes Auckland)
- Anoteropsis insularis Vink, 2002 (Illes Chatham, Pitt)
- Anoteropsis lacustris Vink, 2002 (Nova Zelanda)
- Anoteropsis litoralis Vink, 2002 (Nova Zelanda)
- Anoteropsis montana Vink, 2002 (Nova Zelanda)
- Anoteropsis okatainae Vink, 2002 (Nova Zelanda)
- Anoteropsis papuana Thorell, 1881 (Nova Guinea)
- Anoteropsis ralphi (Simon, 1905) (Illes Chatham)
- Anoteropsis senica (L. Koch, 1877) (Nova Zelanda, Stewart)
- Anoteropsis urquharti (Simon, 1898) (Nova Zelanda)
- Anoteropsis virgata (Karsch, 1880) (Polynesia)
- Anoteropsis Oestlandica Vink, 2002 (Nova Zelanda)

### Arctosa
Arctosa C. L. Koch, 1847
- Arctosa albida (Simon, 1898) (Sud-àfrica)
- Arctosa albopellita (L. Koch, 1875) (Etiòpia)
- Arctosa algerina Roewer, 1960 (Algèria)
- Arctosa aliusmodi (Karsch, 1880) (Polynesia)
- Arctosa alluaudi Guy, 1966 (Marroc)
- Arctosa alpigena (Doleschall, 1852) (Holàrtic)
  - Arctosa alpigena lamperti Dahl, 1908 (Central, Europa Oriental)
- Arctosa amylaceoides (Schenkel, 1936) (Xina)
- Arctosa andina (Chamberlin, 1916) (Perú)
- Arctosa astuta (Gerst?cker, 1873) (Central Àfrica)
- Arctosa atriannulipes (Strand, 1906) (Etiòpia)
- Arctosa atroventrosa (Lenz, 1886) (Madagascar)
- Arctosa aussereri (Keyserling, 1877) (Puerto Rico, Colòmbia)
- Arctosa bacchabunda (Karsch, 1884) (São Tomé)
- Arctosa bakva (Roewer, 1960) (Afganistan)
- Arctosa berlandi (Caporiacco, 1949) (Àfrica Oriental)
- Arctosa binalis Yu & Song, 1988 (Xina)
- Arctosa biseriata Roewer, 1960 (Congo)
- Arctosa bogotensis (Keyserling, 1877) (Colòmbia)
- Arctosa brauni (Strand, 1916) (Àfrica Oriental)
- Arctosa brevialva (Franganillo, 1913) (Espanya)
- Arctosa brevispina (Lessert, 1915) (Àfrica Central i Oriental)
- Arctosa camerunensis Roewer, 1960 (Camerun)
- Arctosa capensis Roewer, 1960 (Sud-àfrica)
- Arctosa chungjooensis Paik, 1994 (Corea)
- Arctosa cinerea (Fabricius, 1777) (Paleàrtic, Congo)
  - Arctosa cinerea obscura (Franganillo, 1913) (Espanya)
- Arctosa coreana Paik, 1994 (Corea)
- Arctosa daisetsuzana (Saito, 1934) (Japó)
- Arctosa darountaha Roewer, 1960 (Afganistan)
- Arctosa denticulata Jim?nez & Dondale, 1984 (Mèxic)
- Arctosa depectinata (B?senberg & Strand, 1906) (Xina, Japó)
- Arctosa depuncta (O. P.-Cambridge, 1876) (Líbia, Egipte)
- Arctosa deserta (O. P.-Cambridge, 1872) (Síria)
- Arctosa dissonans (O. P.-Cambridge, 1872) (Síria)
- Arctosa ebicha Yaginuma, 1960 (Xina, Corea, Japó)
- Arctosa edeana Roewer, 1960 (Camerun)
- Arctosa emertoni Gertsch, 1934 (EUA, Canadà)
- Arctosa ephippiata Roewer, 1960 (Camerun)
- Arctosa epiana (Berland, 1938) (Noves Hèbrides)
- Arctosa erythraeana Roewer, 1960 (Etiòpia)
- Arctosa excellens (Simon, 1876) (Portugal, Espanya)
- Arctosa fessana Roewer, 1960 (Líbia)
- Arctosa figurata (Simon, 1876) (Europa, Rússia)
- Arctosa frequentissima Caporiacco, 1947 (Àfrica Central i Oriental)
- Arctosa fujiii Tanaka, 1985 (Xina, Japó)
- Arctosa fulvolineata (Lucas, 1846) (Europa, Àfrica del Nord)
- Arctosa fusca (Keyserling, 1877) (Amèrica Central, Índies Occidentals)
- Arctosa gougu Chen & Song, 1999 (Xina)
- Arctosa hallasanensis Paik, 1994 (Corea)
- Arctosa harraria Roewer, 1960 (Etiòpia)
- Arctosa hikosanensis Tanaka, 1985 (Japó)
- Arctosa himalayensis Tikader & Malhotra, 1980 (Índia)
- Arctosa hottentotta Roewer, 1960 (Namíbia)
- Arctosa humicola (Bertkau, 1880) (Brasil, Guyana)
- Arctosa hunanensis Yin, Peng & Bao, 1997 (Xina)
- Arctosa inconspicua (Bryant, 1948) (Hispaniola)
- Arctosa indica Tikader & Malhotra, 1980 (Índia, Xina)
- Arctosa insignita (Thorell, 1872) (EUA, Canadà, Alaska, Groenlàndia, Rússia)
- Arctosa intricaria (C. L. Koch, 1847) (Mediterrani)
- Arctosa ipsa (Karsch, 1879) (Rússia, Corea, Japó)
- Arctosa janetscheki Buchar, 1976 (Nepal)
- Arctosa kadjahkaia Roewer, 1960 (Afganistan)
- Arctosa kansuensis (Schenkel, 1936) (Xina)
- Arctosa kassenjea (Strand, 1913) (Àfrica Central i Oriental)
- Arctosa kawabe Tanaka, 1985 (Rússia, Japó)
- Arctosa kazibana Roewer, 1960 (Congo)
- Arctosa keniana (Roewer, 1960) (Congo)
- Arctosa keumjeungsana Paik, 1994 (Rússia, Corea)
- Arctosa khudiensis (Sinha, 1951) (Índia, Xina)
- Arctosa kiangsiensis (Schenkel, 1963) (Xina)
- Arctosa kirkiana (Strand, 1913) (Àfrica Central i Oriental)
- Arctosa kiwuana (Strand, 1913) (Àfrica Central i Oriental)
- Arctosa kolosvaryi (Caporiacco, 1947) (Etiòpia)
- Arctosa kwangreungensis Paik & Tanaka, 1986 (Xina, Corea)
- Arctosa labiata Tso & Chen, 2004 (Taiwan)
- Arctosa laccophila (Simon, 1910) (Guinea-Bissau)
- Arctosa lacupemba (Roewer, 1960) (Congo)
- Arctosa lacustris (Simon, 1876) (Illes Canàries, Mediterrani)
- Arctosa lagodechiensis Mcheidze, 1997 (Geòrgia)
- Arctosa lama Dondale & Redner, 1983 (EUA, Canadà)
- Arctosa laminata Yu & Song, 1988 (Xina, Japó)
- Arctosa leaeniformis (Simon, 1910) (Botswana)
- Arctosa leopardus (Sundevall, 1833) (Paleàrtic)
- Arctosa lesserti Reimoser, 1934 (Índia)
- Arctosa letourneuxi (Simon, 1885) (Marroc fins a Tunísia)
- Arctosa lightfooti (Purcell, 1903) (Sud-àfrica)
- Arctosa litigiosa Roewer, 1960 (Congo, Tanzània)
- Arctosa littoralis (Hentz, 1844) (North, Amèrica Central)
- Arctosa liujiapingensis Yin i cols., 1997 (Xina)
- Arctosa lutetiana (Simon, 1876) (Europa, Rússia)
- Arctosa maculata (Hahn, 1822) (Europa, Rússia)
- Arctosa maderana Roewer, 1960 (Madeira)
- Arctosa marfieldi Roewer, 1960 (Camerun)
- Arctosa marocensis Roewer, 1960 (Marroc)
- Arctosa meinerti (Thorell, 1875) (Algèria)
- Arctosa meitanensis Yin i cols., 1993 (Xina)
- Arctosa minuta F. O. P.-Cambridge, 1902 (EUA fins a Guyana)
- Arctosa misella (L. Koch, 1882) (Mallorca)
- Arctosa mittensa Yin i cols., 1993 (Xina)
- Arctosa mossambica Roewer, 1960 (Mozambique)
- Arctosa mulani (Dyal, 1935) (Índia, Pakistan)
- Arctosa nava Roewer, 1955 (Iran)
- Arctosa niccensis (Strand, 1907) (Japó)
- Arctosa ningboensis Yin, Bao & Zhang, 1996 (Xina)
- Arctosa nivosa (Purcell, 1903) (Sud-àfrica)
- Arctosa nonsignata Roewer, 1960 (Congo)
- Arctosa nyembeensis (Strand, 1916) (Àfrica Oriental)
- Arctosa obscura Denis, 1953 (Iemen)
- Arctosa oneili (Purcell, 1903) (Sud-àfrica)
- Arctosa otaviensis Roewer, 1960 (Namíbia)
- Arctosa pardosina (Simon, 1898) (Uzbekistan)
- Arctosa pargongensis Paik, 1994 (Corea)
- Arctosa pelengea Roewer, 1960 (Congo)
- Arctosa perita (Latreille, 1799) (Holàrtic)
  - Arctosa perita arenicola (Simon, 1937) (França)
- Arctosa personata (L. Koch, 1872) (Mediterrani Occidental)
- Arctosa pichoni Schenkel, 1963 (Xina)
- Arctosa picturella (Strand, 1906) (Etiòpia)
- Arctosa poecila Caporiacco, 1939 (Etiòpia)
- Arctosa politana Roewer, 1960 (Etiòpia)
- Arctosa promontorii (Pocock, 1900) (Sud-àfrica)
- Arctosa pugil (Bertkau, 1880) (Brasil)
- Arctosa pungcheunensis Paik, 1994 (Corea)
- Arctosa quadripunctata (Lucas, 1846) (Àfrica del Nord)
- Arctosa raptor (Kulczyn'ski, 1885) (Rússia, Nepal, EUA, Canadà)
- Arctosa recurva Yu & Song, 1988 (Xina)
- Arctosa renidescens Buchar & Thaler, 1995 (Europa central)
- Arctosa ripaecola (Roewer, 1960) (Tanzània)
- Arctosa rubicunda (Keyserling, 1877) (EUA, Canadà)
- Arctosa rufescens Roewer, 1960 (Camerun)
- Arctosa sanctaerosae Gertsch & Wallace, 1935 (EUA)
- Arctosa sandeshkhaliensis Majumder, 2004 (Índia)
- Arctosa schensiensis Schenkel, 1963 (Xina)
- Arctosa schweinfurthi (Strand, 1906) (Etiòpia)
- Arctosa scopulitibiis (Strand, 1906) (Etiòpia)
- Arctosa serii Roth & Brown, 1976 (Mèxic)
- Arctosa serrulata Mao & Song, 1985 (Xina)
- Arctosa similis Schenkel, 1938 (Illes Canàries, Marroc, Portugal fins a Croàcia)
- Arctosa simoni Guy, 1966 (Turquia)
- Arctosa sjostedti Roewer, 1960 (Tanzània)
- Arctosa sordulenta (Thorell, 1899) (Camerun)
- Arctosa springiosa Yin i cols., 1993 (Xina)
- Arctosa stigmosa (Thorell, 1875) (Paleàrtic)
- Arctosa swatowensis (Strand, 1907) (Xina)
- Arctosa tanakai Barrion & Litsinger, 1995 (Filipines)
- Arctosa tappaensis Gajbe, 2004 (Índia)
- Arctosa tbilisiensis Mcheidze, 1946 (Bulgària, Grècia fins a Geòrgia)
- Arctosa tenuissima (Purcell, 1903) (Sud-àfrica)
- Arctosa testacea Roewer, 1960 (Tanzània)
- Arctosa togona Roewer, 1960 (Togo)
- Arctosa transvaalana Roewer, 1960 (Sud-àfrica)
- Arctosa tridens (Simon, 1937) (Algèria)
- Arctosa tridentata Chen & Song, 1999 (Xina)
- Arctosa truncata Tso & Chen, 2004 (Taiwan)
- Arctosa upembana Roewer, 1960 (Congo)
- Arctosa vaginalis Yu & Song, 1988 (Xina)
- Arctosa variana C. L. Koch, 1847 (Mediterrani fins a l'Àsia central)
- Arctosa villica (Lucas, 1846) (Mediterrani Occidental)
- Arctosa virgo (Chamberlin, 1925) (EUA)
- Arctosa wittei Roewer, 1960 (Congo, Tanzània)
- Arctosa workmani (Strand, 1909) (Paraguai)
- Arctosa xunyangensis Wang & Qiu, 1992 (Xina)
- Arctosa yasudai (Tanaka, 2000) (Japó)
- Arctosa ziyunensis Yin, Peng & Bao, 1997 (Xina)

### Arctosippa
Arctosippa Roewer, 1960
- Arctosippa gracilis (Keyserling, 1881) (Perú)

### Arctosomma
Arctosomma Roewer, 1960
- Arctosomma trochosiforme (Strand, 1906) (Etiòpia)

### Artoria
Artoria Thorell, 1877
- Artoria albopedipalpis Framenau, 2002 (Victòria)
- Artoria albopilata (Urquhart, 1893) (Queesnaldn fins a Sud d'Austràlia, Tasmània)
- Artoria alta Framenau, 2004 (Nova Gal·les del Sud)
- Artoria amoena (Roewer, 1960) (Congo)
- Artoria avona Framenau, 2002 (Sud d'Austràlia, Victòria)
- Artoria berenice (L. Koch, 1877) (Queensland fins a Tasmània, Nova Caledònia, Vanuatu)
- Artoria cingulipes Simon, 1909 (Oest d'Austràlia, Sud d'Austràlia)
- Artoria flavimana Simon, 1909 (Oest d'Austràlia fins a Nova Gal·les del Sud)
- Artoria gloriosa (Rainbow, 1920) (Illa Lord Howe)
- Artoria hospita Vink, 2002 (Nova Zelanda)
- Artoria howquaensis Framenau, 2002 (Sud d'Austràlia, Victòria)
- Artoria impedita (Simon, 1909) (Oest d'Austràlia)
- Artoria lineata (L. Koch, 1877) (Sud d'Austràlia, Nova Gal·les del Sud fins a Tasmània)
- Artoria lycosimorpha Strand, 1909 (Sud-àfrica)
- Artoria maculatipes (Roewer, 1960) (Namíbia)
- Artoria mckayi Framenau, 2002 (Queensland fins a Tasmània)
- Artoria palustris Dahl, 1908 (Nova Guinea, Illes Bismarck)
- Artoria parvula Thorell, 1877 (Filipines, Sulawesi, Territori del Nord)
- Artoria pruinosa (L. Koch, 1877) (Nova Gal·les del Sud)
- Artoria quadrata Framenau, 2002 (Queensland, Nova Gal·les del Sud, Victòria)
- Artoria segrega Vink, 2002 (Nova Zelanda)
- Artoria separata Vink, 2002 (Nova Zelanda)
- Artoria taeniifera Simon, 1909 (Oest d'Austràlia, Nova Gal·les del Sud)
- Artoria triangularis Framenau, 2002 (Sud d'Austràlia, Queensland fins a Tasmània)
- Artoria ulrichi Framenau, 2002 (Nova Gal·les del Sud, Victòria)
- Artoria victoriensis Framenau, Gotch & Austin, 2006 (Sud d'Austràlia, Nova Gal·les del Sud, Victòria)

### Artoriellula
Artoriellula Roewer, 1960
- Artoriellula bicolor (Simon, 1898) (Sud-àfrica)
- Artoriellula celebensis (Merian, 1911) (Sulawesi)

### Artoriopsis
Artoriopsis Framenau, 2007
- Artoriopsis anacardium Framenau, 2007
- Artoriopsis eccentrica Framenau, 2007
- Artoriopsis joergi Framenau, 2007
- Artoriopsis klausi Framenau, 2007
- Artoriopsis melissae Framenau, 2007
- Artoriopsis whitehouseae Framenau, 2007

### Aulonia
Aulonia C. L. Koch, 1847
- Aulonia albimana (Walckenaer, 1805) (Paleàrtic)
- Aulonia kratochvili Dunin, Buchar & Absolon, 1986 (Grècia fins a l'Àsia central)

### Auloniella
Auloniella Roewer, 1960
- Auloniella maculisterna Roewer, 1960 (Tanzània)